# Grasellenbach
Grasellenbach è un comune tedesco di 4 137 abitanti,, situato nel land dell'Assia.